# Kenneth Shearwood
Kenneth Arthur Shearwood (5 de setembro de 1921 – 5 de julho de 2018) foi um  jogador de críquete inglês.  

## Carreira
Jogou a primeira classe de críquete para a Universidade de Oxford, entre 1949 e 1951, e para Derbyshire, em 1949.
Ele morreu em julho de 2018 96 anos de idade.